# 酸浆
酸浆，是茄科酸浆属植物，果实可食用，别名红姑娘、挂金灯、金灯、锦灯笼、泡泡草等。在中国北方，菇蔫儿、姑娘儿、菇茑、鬼燈球等名通常是对酸浆、毛酸漿（色黄味甜，常作为水果出售）和灯笼果等酸浆属植物的统称，根据具体地区的差异，可能各有所指。

## 名字
由于其独特的形状，命名也多从此处着眼，如挂金灯、锦灯笼、鬼灯球等，英语中称之为 或，德语为。另外，日语中称之为，一说由其像而得名，漢字作酸漿，也作鬼灯、鬼燈。英语中也有像 这样的称呼。此外，还有以其颜色或味道命名的，如酸浆、红姑娘等。
其拉丁学名 中，属名Physalis 意为“（像）气泡的”，来自古希臘語，意为“吹气”，在植物学拉丁语中常用其演变来的词根 来表示与气泡有关的意思。而其种加词 则就是指“酸浆果”，来自阿拉伯语的“酸浆果”，阿语则来源于波斯语的，al- 则是阿拉伯语的定冠词，相当于英语的。
李时珍认为，《神农本草经》中的灯笼草、苦耽、酸浆都是同一物。有人认为红姑娘中的“姑娘”为“瓜囊”之讹。

## 形态
- 多年生或一年生草本。
- 根茎匍匐行于地下；茎上有棱；

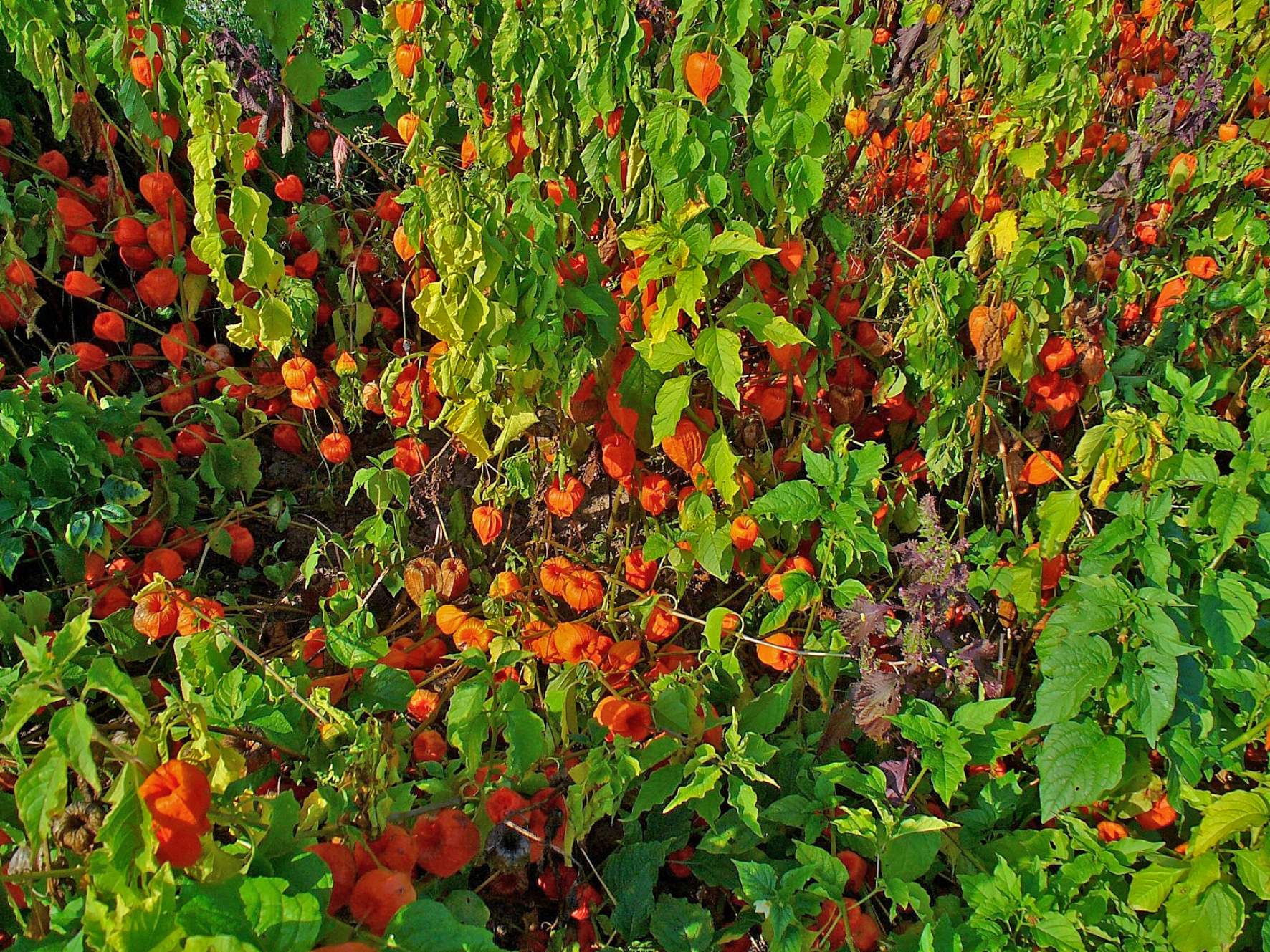
一叢酸漿

- 卵状椭圆形叶片互生，先端短而锐尖，基部宽楔形，有长柄，叶缘有疏粗齿牙；
- 花单生于接近叶腋处，绿色钟状花萼，顶端五浅裂，三角形裂片，开花后增大呈气囊状，变为橙红、深红色，花冠为黄白色；
- 成熟时为红色浆果。

## 分布
从南欧往东直到南亚、中国、日本都是其原产地，现在美洲大陆也多有栽培，多生于温带地区。

## 栽培

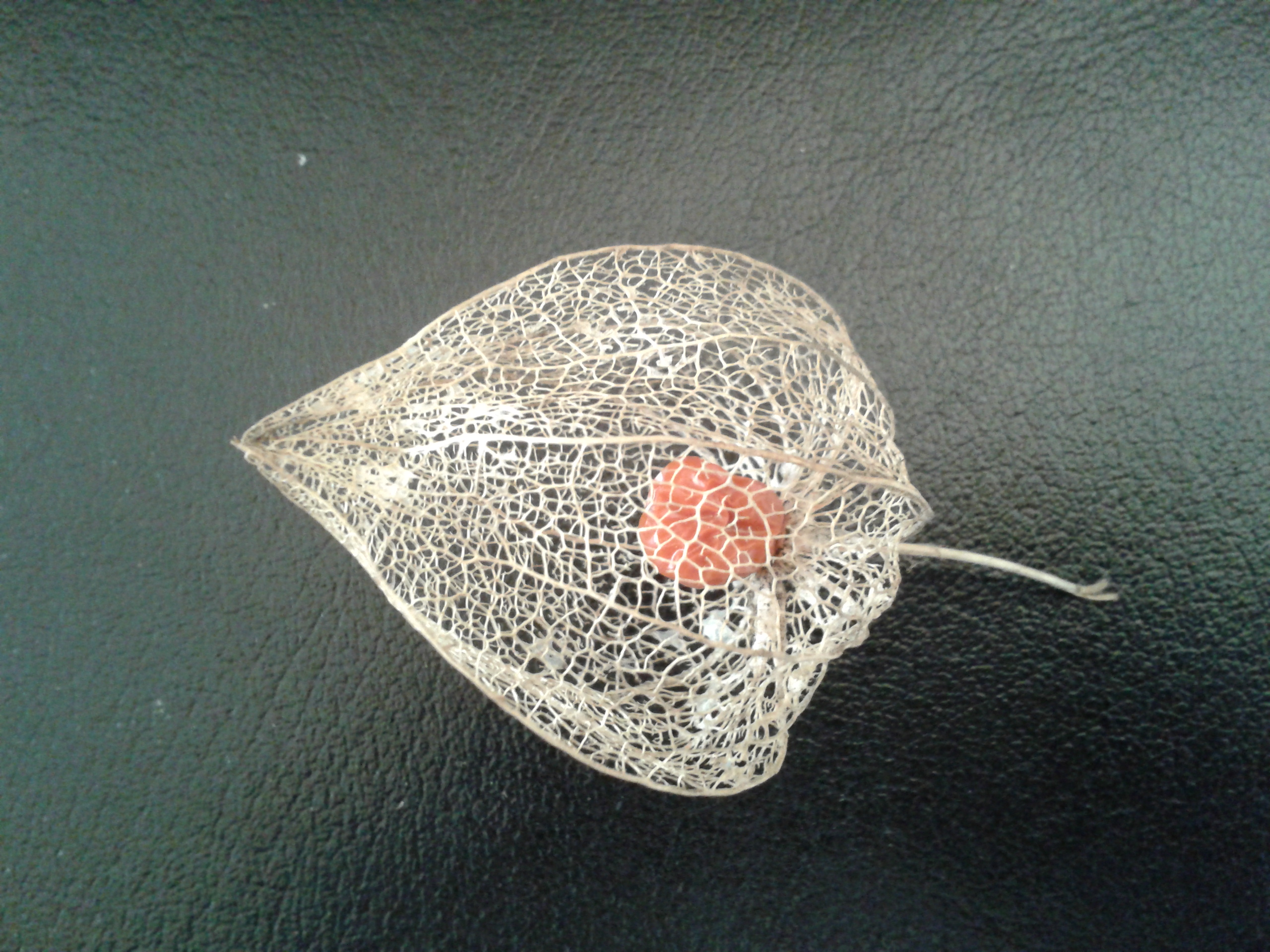
酸浆干燥的花萼，露出里面的果实

酸浆是受人喜爱的园艺植物，也可用来食用、药用。其入侵性较强，根系发达，常常可在离其原植株生长一定距离的地方发芽，因此在非原产地，酸浆也常常脱离人力栽培而野生化。
酸浆性喜温暖、潮湿的气候，但也能耐寒，稍冷的地方也可种植。
与茄科植物有连作障碍，原因为大丽轮枝菌（Verticillium dahliae）。

## 药用
在传统中医药中，以其干燥宿萼或带果实的宿萼入药，称挂金灯或酸浆，味苦、酸，性寒。被认为有清热解毒、化痰、利尿等功效。另外，酸浆根也可入药。
根据现代研究，酸浆中的酸浆苦素类成分是目前中国仅有的醉茄内酯药物资源，为一种天然甾体，可以抗菌、抗炎、抗病毒、细胞免疫、抗肿瘤等。
在伊斯兰文化的尤那尼医学中，称酸浆为“金花”（golden flower），用作利尿、解毒、治疗肝脏、镇静等的药物。
茄科植物均含有生物碱，酸浆也不例外，其根部含有酸浆根素（hystonin），可兴奋子宫平滑肌，使子宫收缩，妊娠中的女性如若服用，可能会有流产的危险，所以古代有时用来做堕胎药，如日本的江户时代就曾使用。另外酸浆苦素X也被报道有堕胎的作用。
酸浆根亦有抑制大脑之作用，大量应用可能导致呼吸麻痹而死，日本平安时代、伊斯兰的尤那尼医学都有将其作为镇定剂的记录。

## 文化

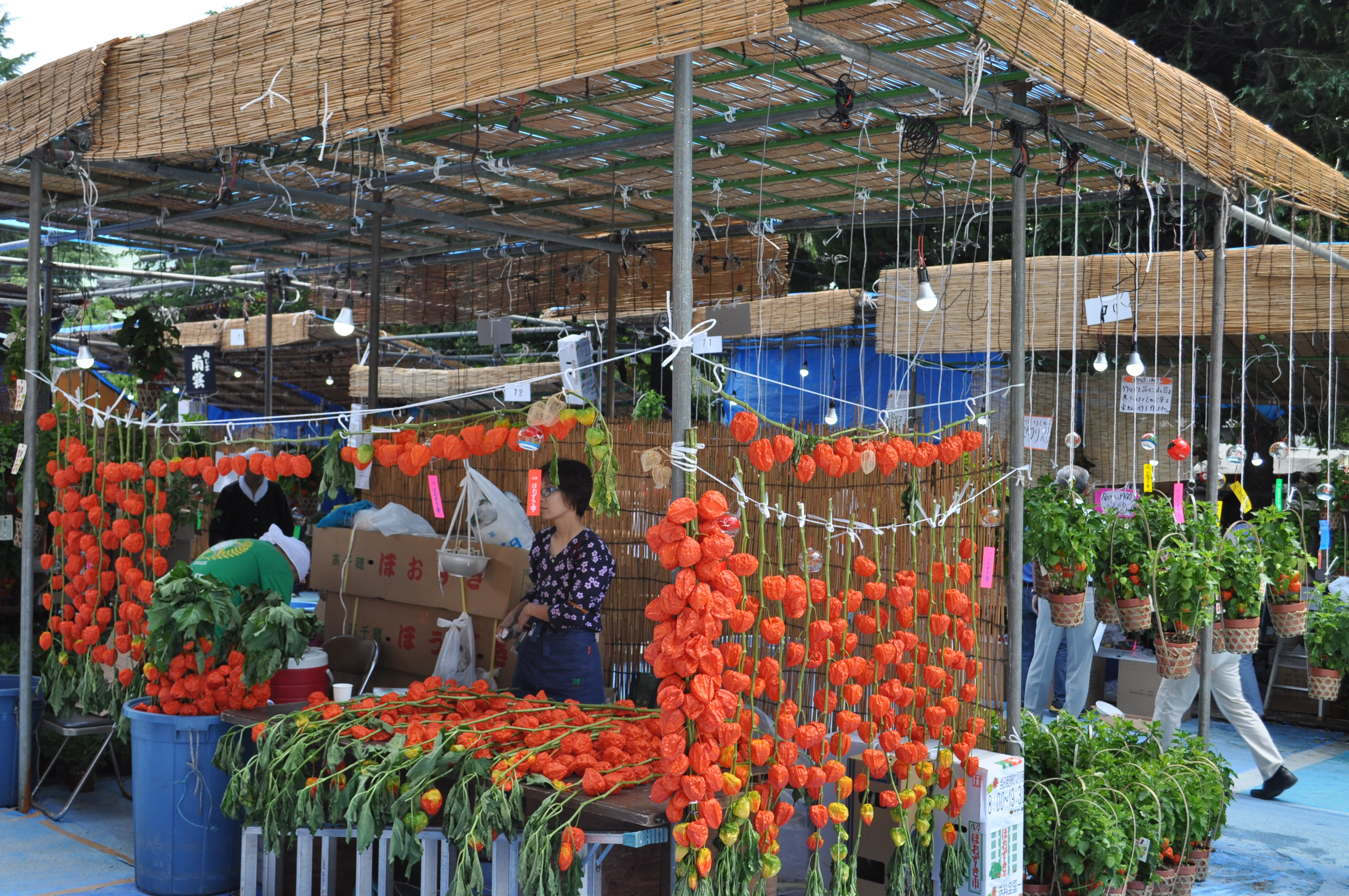
浅草寺灯笼花市

在日本的盂兰盆节上，花萼包着的酸浆果实被当做引导死者灵魂的灯笼，漢字作鬼灯或鬼燈，带着枝装饰在精霊棚（日语：／，设有死者牌位的祭棚）上。
相關的灯笼花市有每年7月的9、10日在东京的浅草寺都会有灯笼花市（日语：／）、每年7月20日前後3日間的深大寺鬼燈祭等。

## 外部連結
- 酸漿 Suanjiang （页面存档备份，存于） 藥用植物圖像資料庫 (香港浸會大學中醫藥學院) （繁體中文）（英文）

## 延伸阅读
[在维基数据编辑]
 《欽定古今圖書集成·博物彙編·草木典·酸漿部》，出自陈梦雷《古今圖書集成》
 《植物名實圖考·酸漿》，出自吳其濬《植物名實圖考》